# کیم کوتس
کیم کوتس (به انگلیسی: Kim Coates) (زاده ۲۱ فوریه ۱۹۵۸) بازیگر کانادایی است. از فیلم‌هایی که او در آن بازی کرده‌است، می‌توان به آوردگاه زمین، آخرین پسر پیشاهنگ، خاطرات واقعی یک آدمکش بین‌المللی، تغییر ایکس، حمله به کلانتری ۱۳، نوچه، نوچه ۲، اوگی رز، باشگاه ماجراجویی و یه کمک کوچولو اشاره کرد. همچنین وی ستاره سریال خون بد (دو فصل) در نقش دکلین گاردینر و از بازیگران اصلی سریال فرزندان آشوب در نقش تیگ است.